# Balduin IV. Henegavský
Balduin IV. Henegavský (nizozemsky Boudewijn de Bouwer, 1108 – 6. listopadu/8. listopadu 1171?) byl henegavský hrabě v letech 1120–1171. Byl synem hraběte Balduina III. a jeho manželky Jolandy z Wassenbergu.

## Život
Balduin byl v době otcovy smrti ještě nezletilý a regentství se ujala matka Jolanda, která stála také za zprostředkováním jeho sňatku s Alicí, dcerou namurského hraběte Geoffreye I. Po vraždě flanderského hraběte Karla Dobrého se stal Balduin jedním z možných kandidátů na jeho místo. Francouzský král Ludvík VI. prosadil Viléma Clita, ten se však ve Flandrech dlouho neudržel, zahynul na následky rány utržené v bitvě u Alostu. Měšťané si zvolili novým hrabětem Dětřicha Alsaského, který Balduina pokoušejícího své štěstí a plenícího zemi zahnal.
Během křížové výpravy hraběte Dětřicha se roku 1147 Balduin pokusil využít jeho nepřítomnosti, riskoval exkomunikaci útokem na majetek křižáka a začal drancovat Flandry. Hraběnka Sibyla, pověřená chotěm správou panství, ač v tu dobu těhotná, byla schopná shromáždit odhodlané muže, vyjít do protiútoku a začít Balduinovi pustošit Henegavsko.
Poté za pomoci remešského arcibiskupa Samsona z Mauvoisin, který se stal zprostředkovatelem mezi oběma znepřátelenými stranami, uzavřeli příměří. Dětřich Flanderský se urychleně vrátil z Konstantinopole a v následné válce byla zdevastována obě hrabství. Roku 1151 muži uzavřeli mírovou smlouvu, která zahrnovala sňatkové plány týkajících se jejich potomstva.
Balduin byl vášnivým stavitelem, což se mu stalo osudným. Roku 1169 vylezl s několika muži na nedostatečně zajištěné lešení, které se zhroutilo. Balduin utrpěl mnohačetné zlomeniny, zemřel o dva roky později.

## Potomci
- Jolanda (1131–1202) ∞ Hugo IV. ze St. Pol
- Balduin (1134–1147)
- Anežka (1142–1168)
- Geoffrey (1147–1163)
- Vilém (?–1230)
- Lauretta (1150–1181)
- Balduin V. (1150–1195) ∞ Markéta I. Flanderská